# Доходный дом Е. К. Барсовой
Доходный дом Е. К. Барсовой («дом А. М. Горького») — памятник истории. Расположен в Санкт-Петербурге, современный адрес дома — Кронверкский проспект, 23. Построен в стиле северный модерн в 1911—1912 годах гражданским инженером Е. Л. Морозовым по заказу жены сенатора Е. К. Барсовой.

## История и внешний вид
Здание асимметрично, центральная ось сдвинута влево и выделена срезанным щипцом с небольшими окнами (здание перекликается этим и схожим видом проёмов со стоящим рядом домом Лидвалей). Фасад преимущественно плоский, но с двумя эркерами на разных уровнях, прямоугольным и округлым, разнообразные окна не связаны напрямую с внутренней планировкой, среди них есть прямоугольные (узкие и широкие, скомпонованные тесно, как на правом эркере, или стоящие более вразнобой), шестиугольные и стрельчатые (видом перекликающиеся с абрисом порталов). Основной массив фасада покрыт шероховатой штукатуркой, цоколь нерегулярно, «под скалу», облицован на разную высоту гранитом, в композиции выделяются надоконные перемычки. Украшенные высеченными в камне филинами порталы и арка с чудовищами на пилонах напоминают гроты, кронштейны балкона украшены крупными архаическими масками. Фасад также украшен полуколонками, одна из которых, «дорическая», даже не доходит до верха окна, в середине которого стоит. Форма и размещение архитектурных элементов на фасаде здания свидетельствуют о стремлении архитектора сделать внешний вид здания живописным и динамичным, а нерегулярная каменная облицовка, контрастирующая с гладкой штукатуркой верхних этажей, создаёт на фасаде игру светотени.
Вестибюли сделаны неоклассическими, с плоскими кессонированными плафонами и гирляндами на стенах.
В 1914—1921 годах в доме, в разное время в разных квартирах, жил М. Горький. Вследствие этого в советское время Кронверкский проспект был переименован в проспект Максима Горького, а на доме размещена мемориальная доска.
В сравнении с оригинальным видом на 2012 год утрачены три балкона на эркерах, окошки щипца сбиты в один проём, упрощён при обновлении узор оконных переплётов.

## Галерея
- Маски на кронштейнах
- Чудища на пилонах
- Филин